# Frabertsham
Frabertsham ist ein Gemeindeteil von Obing im oberbayerischen Landkreis Traunstein. Das Dorf liegt circa drei Kilometer nordwestlich von Obing an der Bundesstraße 304.

## Geschichte
Der Edelsitz, der im 15. Jahrhundert überliefert wird, ging im frühen 17. Jahrhundert an die Hofmark Oberbrunn. 
Das Dorf gehörte bis zur Gebietsreform in Bayern zur Gemeinde Albertaich. Diese wurde am 1. Januar 1972 aufgelöst, Frabertsham kam zu Obing.

## Baudenkmäler

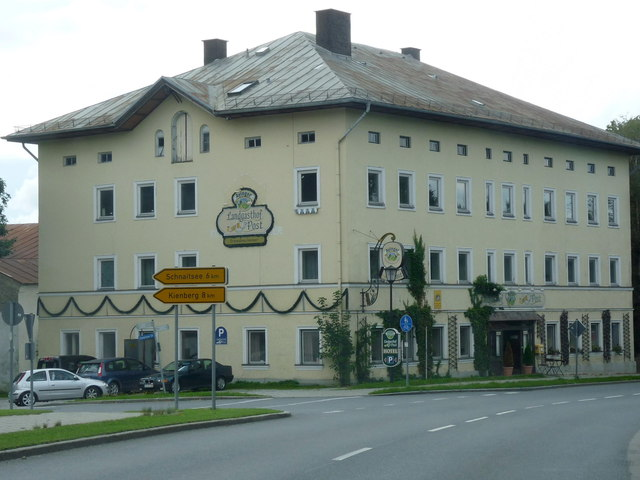
Ehemaliger Adelssitz in Frabertsham

Siehe auch: Liste der Baudenkmäler in Frabertsham
- Ehemaliger Adelssitz, seit dem frühen 17. Jahrhundert Poststation, Gasthaus seit Mitte 18. Jahrhundert